# Uball Amazone
Uball Amazone was een damesbasketballclub uit Utrecht, die op het Nederlandse dames-eredivisieniveau acteerde. Het tenue bestaat uit een wit shirt en een wit broekje, het reservetenue was rood/rood. De thuiswedstrijden van Uball Amazone werden vanaf het seizoen 2010/2011 gespeeld in het sportcentrum Galgenwaard in Utrecht.
In het seizoen 2010/2011 speelde de club onder de nieuwe naam Uball Amazone; voorheen betrof dit Autocad Amazone.

## Doelstelling
De sportclub van de basketbaldames van Uball Amazone hebben een motto die door schepper Ray Laatst als volgt omschreven wordt:
“Voor vrouwen, door vrouwen".
Om het mogelijk te maken dat vrouwen werk en topsport kunnen combineren zal Uball Amazone zich inspannen om ondernemersgeest bij de vrouwen te stimuleren, dit in combinatie met topsport.

## Historie
- 2005/2006

In dit seizoen debuteerde Autocad Amazone in de Nederlandse Eredivisie en werd in de kwartfinale van de play-offs uitgeschakeld door Eurosped Twente.
- 2006/2007

In hun tweede seizoen reikte men tot de halve finale van de play-offs, door in de kwartfinale ditmaal Eurosped Twente wel uit te schakelen. In de halve finale verloor men van HLB Accountants Den Helder.
- 2007/2008

Dit seizoen is het meest succesvolle uit de nog korte historie van Autocad Amazone.
Men haalde de finale van de play-offs, hierin werd een 2-0-voorsprong verspeeld en ging alsnog de zege met 4-2 naar HLB Accountants Den Helder.
- 2008/2009

In dit seizoen moest men wederom het onderspit delven tegen de latere kampioen HLB Accountants Den Helder, ditmaal in de halve finale van de play-offs.
- 2009/2010

Wederom bleek de halve finale van de play-offs het eindstation van Autocad Amazone. Er werd met 3-0 van latere winnaar Probuild Lions verloren.